# Euphorbia hyberna
L'euforbia irlandese (Euphorbia hyberna L.) è una pianta erbacea della famiglia delle Euforbiacee, diffusa in Europa.

## Descrizione
È una pianta erbacea perenne con rizoma ipogeo e fusti, alti 60–80 cm, privi di ramificazioni, con foglie lanceolate, sessili, con una leggera peluria. I fiori sono raggruppati in ciazi a cinque raggi. I frutti, che maturano a luglio, sono capsule globose contenenti semi rossicci. Ad agosto la parte aerea scompare.

## Distribuzione e habitat
La specie è diffusa in Europa occidentale, dalla penisola iberica all'Italia settentrionale (Piemonte, Liguria, Toscana e Sardegna), spingendosi a nord sino all'Inghilterra e l'Irlanda.
Predilige terreni sassosi acidi, soleggiati, sopra i 1000 metri di quota.

## Tassonomia
Alcune entità, in passato considerate come sottospecie di E.hyberna, sono oggi classificate come specie a sé stanti:
- E. hyberna subsp. canuti (Parl.) Tutin, 1968 = Euphorbia canuti Parl., 1869
- E. hyberna subsp. gibelliana (Peola) Raffaelli, 1980 = Euphorbia × gibelliana Peola
- E. hyberna subsp. insularis (Boiss.) Briq., 1935 = Euphorbia insularis Boiss., 1860